# ジェイソン・ビッグス
ジェイソン・ビッグス（Jason Matthew Biggs, 1978年5月12日 - ）は、アメリカ合衆国ニュージャージー州ハスブルックハイツ出身の俳優。

## 略歴
父親はイングランドおよびイタリア系、母親はシシリア系。カトリックの家庭で生まれている。
5歳の頃から子役としてテレビコマーシャルに出演。1991年には映画『The Boy Who Cried Bitch』やテレビドラマに初出演した。また1994年には長寿ソープオペラである『As the World Turns』にも出演している。高校卒業後はニューヨーク大学とモントクレア州立大学で学んだが、俳優を優先するために中退した。1999年には『アメリカン・パイ』シリーズの主人公ジムを演じた。作品は全米のみならず、世界各国でヒットを記録し、続編も製作された。ビッグスは第3作まで出演している。
以降、人気俳優として主演や脇役出演などで活躍中。主にコメディやラブコメディの出演が多いが、シリアスドラマの出演も経験している。また、舞台にも出演している。

### プライベート
2008年に女優のジェニー・モレンと結婚した。

## 主な出演作品

### 映画
| 公開年 | 邦題 原題                                                           | 役名                   | 備考         |
| ------ | ------------------------------------------------------------------- | ---------------------- | ------------ |
| 1999   | アメリカン・パイ American Pie                                       | ジム                   |              |
| 2000   | 理想の恋人を見つけるための７つのジンクス Boys and Girls             | ハンター／スティーヴ   |              |
| 2000   | 恋は負けない Loser                                                  | ポール                 |              |
| 2001   | マテリアル・ウーマン Saving Silverman                               | ダレン                 |              |
| 2001   | アメリカン・サマー・ストーリー American Pie 2                       | ジム                   |              |
| 2001   | ジェイ&サイレント・ボブ 帝国への逆襲 Jay and Silent Bob Strike Back | 本人                   |              |
| 2001   | 私は「うつ依存症」の女 Prozac Nation                                | レーフ                 |              |
| 2003   | アメリカン・パイ3:ウェディング大作戦 American Wedding               | ジム                   |              |
| 2003   | 僕のニューヨークライフ Anything Else                                | ジェリー・フォーク     |              |
| 2004   | 世界で一番パパが好き! Jersey Girl                                   | アーサー・ブリックマン |              |
| 2006   | 南極物語 Eight Below                                                | クーパー               |              |
| 2006   | 童貞ペンギン Farce of the Penguins                                  |                        | 声の出演     |
| 2008   | 2日間で上手に彼女にナル方法 My Best Friend's Girl                   |                        |              |
| 2012   | アメリカン・パイパイパイ!完結編 俺たちの同騒会 American Reunion     | ジム                   | 兼製作総指揮 |

### テレビシリーズ
| 放映年         | 邦題 原題                                                                 | 役名               | 備考         |
| -------------- | ------------------------------------------------------------------------- | ------------------ | ------------ |
| 2004           | そりゃないぜ!? フレイジャー Frasie                                        | Dr. Hauck          | 1エピソード  |
| 2005           | ウィル&グレイス Will & Grace                                              | ベイビー・グレン   | 1エピソード  |
| 2011           | Mad Love                                                                  | ベン・パー         | 11エピソード |
| 2012           | グッド・ワイフ The Good Wife                                              | ディラン・スタック | 1エピソード  |
| 2013,2017,2019 | オレンジ・イズ・ニュー・ブラック 塀の中の彼女たち Orange Is the New Black | ラリー・ブルーム   |              |

## 受賞歴
- 2002年 MTVムービー・アウォーズ - ベスト・キス賞 『アメリカン・サマー・ストーリー』

## 参照
1. ↑  Kevin Pollak interview: KPCS Jason Biggs #145, at 32 minute mark
2. ↑  "A Nice Not-Jewish Boy"
3. ↑  “『アメリカン・パイ』のジェイソン・ビッグス、結婚”. シネマトゥデイ. (2008年5月2日) 2013年2月22日閲覧。
4. ↑  Jason Biggs gets hitched!